# Lean Back
Lean Back (englisch für „Zurücklehnen“ bzw. „Lehn (dich) zurück“) ist ein Lied der US-amerikanischen Hip-Hop-Gruppe Terror Squad. Der Song ist die erste Singleauskopplung ihres zweiten Studioalbums True Story und wurde am 8. Juni 2004 veröffentlicht.

## Inhalt
| Liedteil   | Künstler |
| Intro      | Fat Joe  |
| 1. Strophe | Fat Joe  |
| Refrain    | Fat Joe  |
| 2. Strophe | Remy Ma  |
| 3. Strophe | Fat Joe  |

Lean Back ist thematisch dem Gangsta-Rap zuzuordnen und zugleich ein Clubsong, der zum Tanzen animiert. Von der Terror Squad sind nur die Mitglieder Fat Joe und Remy Ma auf dem Song zu hören. Sie rappen dabei vorrangig über Reichtum, Statussymbole, Drogen, Kriminalität und über ihren Aufstieg dank der Musik. Zudem sind viele Kraftausdrücke enthalten, darunter „Nigga“, „Fuck“, „Motherfucker“ oder „Faggot“. Im Refrain heißt es, dass man zur Musik nicht tanze, sondern sich wie beim „Rockaway“ nur rhythmisch zurücklehne.

“I said my niggas don’t dance

We just pull up our pants and do the Rockaway

Now lean back, lean back

Lean back, lean back (come on!)”

## Produktion
Der Song wurde von dem US-amerikanischen Musikproduzenten Scott Storch produziert. Er fungierte neben Remy Ma und Fat Joe auch als Autor des Liedes.

## Musikvideo
Bei dem zu Lean Back gedrehten Musikvideo führten Raul Conde und Jessy Terrero Regie. Es verzeichnet auf YouTube rund 171 Millionen Aufrufe (Stand: Juli 2024). Zu Beginn ist eine Gruppe Kinder zu sehen, die sich über Fat Joe und Terror Squad unterhalten. Anschließend rappt Fat Joe den Song auf der Straße neben Crewmitgliedern, auf einer Party zwischen zahlreichen Menschen sowie umgeben von leicht-bekleideten Frauen. Während des Refrains lehnt er sich mit der Schulter zurück. In einigen Szenen trägt er ein T-Shirt, auf dem der 1997 ermordete Rapper The Notorious B.I.G. zu sehen ist. Remy Ma fährt während ihrer Strophe unter anderem mit einem BMW 745i durch die nächtliche Stadt und ist auch neben Crewmitgliedern und Fat Joe zu sehen. Danach versucht eine Gruppe von Leuten, darunter der Rapper Lil Jon, sich Zutritt zur Party zu verschaffen, und kann auch von dem Comedian Kevin Hart nicht aufgehalten werden. Zudem sind Cameoauftritte der Künstler DJ Khaled, N.O.R.E., Tego Calderón und Cool & Dre im Video enthalten.

## Single

### Covergestaltung
Das Singlecover ist schlicht gehalten und zeigt die Schriftzüge Terror Squad, Lean Back sowie Feat. Fat Joe (Aka Joey Crack) & Remy in Rot und Schwarz auf gelbem Untergrund.

### Titellisten
Single
1. Lean Back – 4:07
2. Yeah Yeah Yeah – 3:07
3. Lean Back (Instrumental) – 4:12

Maxi
1. Lean Back (Clean) – 4:11
2. Lean Back (Explicit) – 4:07
3. Yeah Yeah Yeah – 3:07
4. Lean Back (Video) – 4:42

### Chartplatzierungen
Lean Back stieg am 4. Oktober 2004 auf Platz 54 in die deutschen Singlecharts ein und erreichte drei Wochen später mit Rang 46 die beste Platzierung. Insgesamt hielt sich der Song neun Wochen lang in den Top 100. Mit Abstand am erfolgreichsten war die Single in den Vereinigten Staaten, wo sie drei Wochen die Spitze belegte und sich 31 Wochen in den Charts halten konnte. Zudem erreichte das Lied unter anderem Position fünf in Dänemark, Platz elf in Neuseeland und Rang 14 in den Niederlanden. In den US-amerikanischen Single-Jahrescharts 2004 belegte der Song Position zehn.
| ChartsChartplatzierungen       | Höchstplatzierung | Wochen |
| ------------------------------ | ----------------- | ------ |
| Deutschland (GfK)              | 46 (9 Wo.)        | 9      |
| Schweiz (IFPI)                 | 28 (10 Wo.)       | 10     |
| Vereinigte Staaten (Billboard) | 1 (31 Wo.)        | 31     |
| Vereinigtes Königreich (OCC)   | 24 (12 Wo.)       | 12     |

| ChartsJahrescharts (2004)      | Platzierung |
| ------------------------------ | ----------- |
| Vereinigte Staaten (Billboard) | 10          |

| ChartsJahrescharts (2000–2009) | Platzierung |
| ------------------------------ | ----------- |
| Vereinigte Staaten (Billboard) | 45          |

### Auszeichnungen für Musikverkäufe
Lean Back erhielt in den Vereinigten Staaten sowohl als Single, als auch als Mastertone für jeweils über 500.000 verkaufte Einheiten eine Goldene Schallplatte. Im Vereinigten Königreich wurde es im Jahr 2024 für mehr als 400.000 Verkäufe ebenfalls mit einer Goldenen Schallplatte ausgezeichnet. Zudem erhielt der Song 2023 für über 150.000 verkaufte Exemplare in Deutschland eine Goldene Schallplatte.

| Land/Region                  | Auszeichnungen für Musikverkäufe (Land/Region, Auszeichnung, Verkäufe) | Verkäufe  |
| ---------------------------- | ---------------------------------------------------------------------- | --------- |
| Brasilien (PMB)              | Gold                                                                   | 30.000    |
| Deutschland (BVMI)           | Gold                                                                   | 150.000   |
| Vereinigte Staaten (RIAA)    | Gold (Single) · + Gold (Mastertone)                                    | 1.000.000 |
| Vereinigtes Königreich (BPI) | Gold                                                                   | 400.000   |
| Insgesamt                    | 5× Gold ·                                                              | 1.580.000 |

Bei den Grammy Awards 2005 wurde Lean Back in der Kategorie Best Rap Performance by a Duo or Group nominiert, unterlag jedoch Let’s Get It Started von The Black Eyed Peas.

## Remix
Es wurde auch ein offizieller Remix des Songs veröffentlicht, auf dem neben Fat Joe und Remy Ma die Rapper Ma$e, Eminem und Lil Jon zu hören sind. Der Remix ist auf Fat Joes sechstem Studioalbum All or Nothing, das 2005 erschien, enthalten.

## Trivia
Eine zensierte Version des Songs ist als Soundtrack im Spiel Need for Speed: Underground 2 zu hören.